# 洪清泉
洪 清泉（ほん せいせん、1981年12月30日 - ）は、関西棋院所属の囲碁棋士、四段。韓国済州出身。本名は洪 マルグンセム（ホン マルグンセム、韓国語: 홍 맑은샘）。2019年9月より休場。株式会社GOMARUの代表取締役。
「洪道場」を主宰し、多くのプロ棋士を送り出している。

## 人物
韓国のアマチュア全国大会で優勝18回、準優勝9回の実績を残すなど、2000年代初頭の韓国では強豪アマチュアとして有名であった。一方で、数回の挑戦も実らず韓国でプロ入りすることはできなかった。
2002年、世界アマチュア囲碁選手権で緑星囲碁学園を主宰する菊池康郎に会ったのが一つの転機となった。菊池との会話を通して「菊池先生のようになりたい」と考えるようになり、子ども教室を開きたいというかねてからの思いもあって日本に渡ることを決意した。2004年に韓国を離れて日本に移住し、2005年から洪道場を始める。
2007年に第2回朝日アマ名人戦、2008年には第58回アマ本因坊戦で優勝。2009年には第5回産経プロアマトーナメント戦で決勝戦まで進出し、結城聡に敗れたものの準優勝を果たした。2009年10月26-27日、関西棋院の試験碁で2連勝、研修棋士として12月1日付での入段が決定された。プロ入りを機に、読みやすく親しみを持ってもらえるように「洪清泉」という呼称を用いる。
2012年には第38期名人戦で最終予選に進出し、これにより正棋士へ昇格。
所属は関西棋院であるが、洪道場は東京にあった。そのため、道場の主宰者として東京で活動する傍らで、水曜日や木曜日に関西棋院での手合いがあるときは火曜日の夜8時に道場を出て新幹線に乗って12時に大阪に到着し、日中に関西棋院で手合いをこなし、木曜日の夜中に東京に戻り金曜日からまた道場で活動するという生活を送った。2016年のインタビューでは、「死ぬまでに、道場出身の棋士100人を達成したい」と語っている。
2019年9月1日より棋士対局を休場。日本の囲碁の人気の衰えに危機感を覚え、事実上棋士を引退する覚悟で普及活動に専念するとしている。
毎年3月に韓国を訪れて子ども大会「マルグンセム子ども最強戦」を開催している。

## 経歴
- 1993 - 1997年　韓国棋院院生として修行
- 2004年 鳳凰杯プロアマオープン優勝
- 2007年 朝日アマ囲碁名人戦 優勝
- 2008年 全日本アマチュア本因坊戦 優勝
- 2009年 入段
- 2013年 二段
- 2016年 三段
- 2019年 四段

## 洪道場
来日後、2005年に市ヶ谷のマンションで開設し、2013年に杉並区内の一軒家に移る。日本は木谷道場以来、菊池康郎が主宰する緑星囲碁学園しか専門的な道場がなかったが、それ以来の存在として2016年の時点で約30人の子どもたちが通い。2019年の時点で21名の棋士を輩出している。
この中には、国際タイトルで優勝した一力遼など宋光復九段門下の子どもたちのほか、史上最年少の19歳で名人位に就いた芝野虎丸、女流タイトル24期獲得の藤沢里菜ら、多くの有力若手棋士が含まれる。平成四天王の張栩・山下敬吾・羽根直樹の子どもたちもこの道場で修業していた。
洪には囲碁の勉強を苦痛に感じて棋士への道から外れてしまったという経験があったため、公園やボウリングに連れて行ったり、他のボードゲームで遊んだりするなど、囲碁だけの生活にならないような配慮を心掛けているという。詰碁もチームを組んで競わせたり、賞品にお菓子を出すなど、常にメリハリをつけ子どもたちに飽きさせないことを重視しているという。

### 出身棋士
下記は洪道場出身の棋士一覧。洪道場のホームページでの記載をもとにしており、洪と正式に師弟関係を結んでいるわけではない棋士も含む。
| 棋士       | 入段   | 段位 | 生年   | 齢 | 実績                                                              | 外部 リンク |
| ---------- | ------ | ---- | ------ | -- | ----------------------------------------------------------------- | ----------- |
| 平田智也   | 2009年 | 八段 | 1994年 | 31 | 2022年阿含・桐山杯優勝、2019年若鯉戦 優勝など                     | [ 10 ]      |
| 藤沢里菜   | 2010年 | 七段 | 1998年 | 26 | 2020年若鯉戦 優勝、2022年天元戦 本戦ベスト8、名誉女流三冠など     | [ 11 ]      |
| 出口万里子 | 2010年 | 二段 | 1991年 | 34 |                                                                   | [ 12 ]      |
| 一力遼     | 2010年 | 九段 | 1997年 | 28 | 2024年応氏杯優勝、七大タイトル四冠、タイトル獲得数で歴代10位など  | [ 13 ]      |
| 宮本千春   | 2011年 | 初段 | 1994年 | 31 |                                                                   | [ 14 ]      |
| 風間隼     | 2012年 | 四段 | 1991年 | 34 | 2024年日本棋院常務理事                                            | [ 15 ]      |
| 姚智騰     | 2012年 | 六段 | 1998年 | 27 | 2023年新人王戦 準優勝、2018-19年竜星戦 2年連続ベスト8など         | [ 16 ]      |
| 新井満涌   | 2013年 | 初段 | 1994年 | 31 |                                                                   | [ 17 ]      |
| 小山空也   | 2013年 | 七段 | 1996年 | 28 | 2024-25年本因坊戦 2年連続本戦進出、2024年十段戦 本戦進出など      | [ 18 ]      |
| 呉柏毅     | 2014年 | 六段 | 1996年 | 29 | 2016年ゆうちょ杯 優勝、2024年王座戦 本戦ベスト8など               | [ 19 ]      |
| 金子真季   | 2014年 | 二段 | 1995年 | 29 |                                                                   | [ 20 ]      |
| 芝野虎丸   | 2014年 | 九段 | 1999年 | 25 | 2019年最年少七大タイトル(名人)、最年少九段、最年少三冠など        | [ 21 ]      |
| 小池芳弘   | 2015年 | 七段 | 1998年 | 27 | 2022年棋道賞勝率第1位賞、2024-25年本因坊戦 2年連続本戦ベスト8など | [ 22 ]      |
| 芝野龍之介 | 2016年 | 三段 | 1997年 | 27 | 2015年全日本アマチュア本因坊決定戦全国大会 優勝など               | [ 23 ]      |
| 伊了       | 2017年 | 四段 | 2000年 | 24 |                                                                   | [ 24 ]      |
| 岩田紗絵加 | 2017年 | 初段 | 1997年 | 28 |                                                                   | [ 25 ]      |
| 武井太心   | 2018年 | 三段 | 2001年 | 23 |                                                                   | [ 26 ]      |
| 五藤眞奈   | 2018年 | 初段 | 2001年 | 23 |                                                                   | [ 27 ]      |
| 池本遼太   | 2018年 | 四段 | 2001年 | 24 |                                                                   | [ 28 ]      |
| 福岡航太朗 | 2018年 | 七段 | 2005年 | 19 | 2024年竜星戦 優勝、2025年名人戦リーグ 6勝2敗で勝率1位など         | [ 29 ]      |
| 大須賀聖良 | 2019年 | 三段 | 2004年 | 21 | （2025年6月7日死去）                                              | [ 30 ]      |
| 三浦太郎   | 2020年 | 四段 | 2004年 | 20 | 2024年新人王戦 優勝、2025年テイケイグループ杯俊英戦 優勝など      | [ 31 ]      |
| 曽富康     | 2020年 | 三段 | 2003年 | 22 |                                                                   | [ 32 ]      |
| 濱角響     | 2021年 | 二段 | 2001年 | 23 |                                                                   | [ 33 ]      |
| 日野勝太   | 2022年 | 二段 | 2005年 | 20 |                                                                   | [ 34 ]      |
| 蕭鈺洋     | 2023年 | 三段 | 2006年 | 18 |                                                                   | [ 35 ]      |
| 栁原咲輝   | 2023年 | 二段 | 2010年 | 14 |                                                                   | [ 36 ]      |
| 桑原樹     | 2023年 | 二段 | 2008年 | 16 |                                                                   | [ 37 ]      |
| 加藤優希   | 2023年 | 初段 | 2002年 | 22 |                                                                   | [ 38 ]      |
| 陳柏劭     | 2024年 | 初段 | 2003年 | 18 |                                                                   | [ 39 ]      |
| 高山希々花 | 2024年 | 初段 | 2010年 | 14 |                                                                   | [ 40 ]      |
| 小幡みのり | 2025年 | 初段 | 2011年 | 14 |                                                                   | [ 41 ]      |

## 関連書籍
- 洪道場秘伝問題集（マイナビ出版, 2015）
- 碁が強い人はどのように上達してきたか？ (囲碁人ブックス, 2017)